# Penicillium notatum
Penicillium notatum Westling (раније објављено име и тренутно прихваћено је  P. chrysogenum Thom), је веома присутна и раширена врста плесни (буђи), позната као извор бета-лактамских антибиотика. Из ове врсте је Флеминг изоловао пеницилин.